# M7 (haubica)
M7 (Howitzer Motor Carriage) je jedna 1942. godine uvedena, u Drugom svjetskom ratu korištena, američka samohodna haubica.

## M7 Priest
M7 Priest je razvijen 1941., zato što je američka vojska trebala samohodno topničko vozilo, Priest se zasniva na podvozju M3 Lee/Grant. Glavno oružje mu je 105mm top, standardni top američke vojske. Na bazi svojih izvrsnih balističkih sposobnosti je ovaj top mogao biti korišten u topničkom bombardiranju i u direktnoj borbi protiv drugih tenkova. Samo rijetki topovi su bili toliko učinkoviti protiv tenkova, pošto je municija za takve topove većinom bila zapaljiva za bombardiranje ili rasprskavajuća protiv pješadije koje nisu imale dovoljno jaku moć probijanja za tenkove. 105mm top je pripadao rijetkim topovima za koje je postojala eksplozivna municija. Desno pokraj topa ugrađen je konzola za mitraljez kalibra 50 za protuzračnu i pješadijsku obranu. Britanska vojska je naručila 2.500, a američka vojska 3.000 primjeraka. 

## M7 Priest Kangaroo/M7 Priest Crokodile
M7 Priest Kangaroo pokazao se izvrstan za predviđenu zadaću početkom 1944. Razvijen je od strane kanadske vojske na temeljima M7 Priest-a. Namjena mu je bila da provede pješadiju kroz neprijateljsku paljbu i direktno na područje djelovanja sigurno dovede.
Na vozilu je uklonjena haubica kao i spremnik za municiju i za početak zamijenjena zaštitnom oplatom u kojoj su ponekad bušeni otvori za pucanje za mitraljeze ili PIAT-e (britansko protutenkovsko oružje). Ove promjene projektanti nisu planirali. Uz to je bočni oklop povišen i unazad produžen, da bi se bolje zaštitila unutrašnjost. Karakteristična konzola za mitraljez ostala je očuvana.

## Područje djelovanja
Kangaroo je planiran kao zaštitno vozilo, ali je bio i korišten kao radijsko, transportno i bolničko vozilo. Po kiši bi se razvuklo platno preko otvora koje je bilo poduprijeto šipkom u sredini da se voda ne bi skupljala u vozilu. I kod postavljenog platna se kroz 15 do 20 cm otvora moglo slobodno vidjeti uokolo. Po godišnjim dobima su bile na raspolaganju različita platna kojima trebalo biti spriječeno da se vozilo uoči iz zraka. Cijelo vozilo je kao i u mlađim modelima moglo biti prekriveno takvim platnima. Ali najčešće su bili premazivani bojom.
Razmatralo se da se Kangaroo prenamjeni za razminiranje. Slično kao i kod Sherman Crab je trebala ispred biti montirana rotirajuća rola za poticanje eksplozija neprijateljskih mina. Uz to je trebao dobiti mitraljeze i bacače plamena, za napad na neprijateljske položaje. Takva vozila su saveznici već koristili u borbama za Al Alamin, Siciliju, Italiju i kod iskrcavanja u Normandiji i južnoj Francuskoj i to uspješno.
M7 Priest K Crab nije nikad sagrađen jer su američki Sherman Crab i britanski Churchill Crab bili dovoljni, a i skorašnji mir bi ih stvorio nepotrebnima.
Bilo je ideja da se M7 Priest Kangaroo napravi sa zatvorenim krovom i s dva izlaza, za bolju zaštitu. Ali bi tako bilo produženo i otežano vrijeme izlaska, tako da ovaj plan nije nikad proveden. Upotreba kao komunikacijsko ili promatračko vozilo bi bila moguća ali ih Royal Army nije prihvatio.

### Djelovanje na fronti
Prvo djelovanje Kangaroo je imao u kolovozu ili rujnu 1944. u Francuskoj (izvješća spominju pet različitih datuma). Pokraj četveročlane posade (vozača, veznika, korisnik mitraljeza, komandanta) moglo se do 15 ljudi iz pješadije u punom naoružanju transportirati, pri čemu je dio tenka gdje je motor bio u potpunosti natovaren.

## Tehnički podaci
- Naoružanje: 1-3 50mm mitraljeza
- Oplata: 12 mm - 65 mm
- Težina: 22 Tone
- Motor: Chrysler Otto-zvijezdasti motor 450 PS
- Brzina: 45 km/h
- Posada: 4 ljudi
- Broj proizvedenih: 1150 za vrijeme rata,a još 2300 ih je proizvedno poslije rata (zadnji je proizveden 1962)